# Sent Eirieg de Valièra
Sent Iries la Montanha (en francès Saint-Yrieix-la-Montagne) és una comuna (municipi) de França, a la regió de la Nova Aquitània, departament de la Cruesa.
La seva població al cens de 1999 era de 233 habitants. Està integrada a la Communauté de communes du Plateau de Gentioux.

## Demografia
| 1962                                       | 1968 | 1975 | 1982 | 1990 | 1999 | 2007 |
| ------------------------------------------ | ---- | ---- | ---- | ---- | ---- | ---- |
| 246                                        | 327  | 324  | 303  | 283  | 233  | 230  |
| Des de 1962: població sense dobles comptes |      |      |      |      |      |      |

## Administració
| Període | Identitat         | Partit |
| ------- | ----------------- | ------ |
| 2001-   | Maurice Magoutier |        |